# Meroctena
Meroctena là một chi bướm đêm thuộc họ Crambidae.

## Các loài
- Meroctena dichocrosialis Hampson, 1899
- Meroctena staintonii Lederer, 1863
- Meroctena tullalis (Walker, 1859)
- Meroctena zygialis Druce, 1899